# Бархан (фильм)
«Бархан» — советский художественный фильм 1989 года режиссёра Санжара Бабаева по мотивам одноимённого рассказа Владимира Соколова.

## Сюжет
Молодая супружеская пара — Ирина и Гоша — отправились на новенькой «Волге» из Москвы в Среднюю Азию к новому месту службы Гоши. Заблудившись в пустыне, они оказываются в сложной ситуации. Казалось бы, помощь близка, когда на горизонте появляется грузовик, однако вместо спасителей в его кабине сбежавшие из колонии два рецидивиста…

с одним из которых жена ушла за бархан, а другого муж в это время убил. После этого идут нелепые выяснения отношений, загримированные под психологическую драму. Муж, вроде бы плохой и жадный (хотел машину продать подороже), а жена, тонкая и хорошая, резко поняв, что благоверного не любит, захотела отдаться беглому ЗК в поту среди барханов.— Михаил Иванов, «Видеогид»

В том, насколько страшно проигрывает человек, начавший жить согласно неписаным законам популярного в определённой части общества обмена товарами услугами самого разного рода, убеждает и судьба главной героини повести ташкентского прозаика Владимира Соколова «Бархан», попытавшейся ценой своей спасти новую машину, на которую покушаются бегущие из тюрьмы преступники.— журнал «Звезда Востока», 1987

## В ролях
В главных ролях:
- Валерий Рыжаков — Гоша (Георгий Николаевич) Петрунин, архитектор
- Марина Старых — Ирина, жена Гоши
- Борис Токарев — Шамиль, беглый преступник
- Владимир Трещалов — Петрович, беглый преступник

В эпизодах:
- Валех Керимов
- Артык Джаллыев — водитель красной «шестёрки»
- Джамшид Закиров — официант
- Рано Кубаева
- Данута Столярская
- Ирада Алиева
- Виктор Рождественский
- Нурмухан Жантурин — Аскар